# Kelly Sildaru
Kelly Sildaru, née à Tallinn le 17 février 2002, est une skieuse acrobatique estonienne.

## Biographie
Kelly Sildaru remporte le slopestyle féminin lors du Dew tour (en) de décembre 2015, puis de nouveau en 2016.
Elle remporte une médaille d’or en slopestyle lors des X Games 2016 en battant Tiril Sjåstad Christiansen. Avec cette victoire, à 13 ans, elle devient la plus jeune médaillée d’or lors d’un événement des Winter X Games. Au classement des sportifs les plus jeunes à avoir remporté une médaille d'or aux X Games, elle est toutefois devancée par Ryan Sheckler vainqueure en skateboard en 2003. Elle est la première personne à remporter une médaille X Games pour l'Estonie. Lors de l'édition suivante, toujours à Aspen, elle remporte la deuxième place du big air, puis remporte la compétition de slopestyle, devenant ainsi la première à remporter deux médailles lors d'une même édition des Winter X Games. Elle est la plus jeune personne à avoir remporté deux médailles d’or aux X Games. Lors de la compétition Big Air des Europe X Games 2017 en Norvège, elle devient la première femme à poser un switch 1 260° mute et un 1 440° lors d’une compétition,. Elle est toutefois deuxième derrière la Suissesse Mathilde Gremaud. En fin de saison, elle ne peut participer en raison de son âge aux mondiaux disputé en Sierra Nevada et remportés par la Française Tess Ledeux, légèrement plus âgée. Lors des championnats du monde junior, elle remporte deux médailles d'or, d'abord en mars celle du half-pipe à Crans-Montana, puis en avril à Valmalenco sur le slopestyle.
En raison de son jeune âge, elle est autorisée pour première fois à participer à une épreuve de la Coupe du monde lors de la saison 2017-2018  le 27 août 2017 à Cardrona, en Nouvelle-Zélande. Elle remporte le concours de slopestyle. Quelques semaines plus tard, lors d'un entraînement en Nouvelle-Zélande, elle se rompt le ligament croisé antérieur du genou gauche ce qui la prive d'une participation aux Jeux olympiques à Pyeongchang où elle était annoncée comme l'une des favorites.

## Palmarès

### Jeux olympiques
| Épreuve / Édition | Slopestyle                          | Halfpipe | Big Air |
| JO 2022 Pékin     | Médaille de bronze, Jeux olympiques |          | 17e     |

### Résultats de la Coupe du monde
- 1 petit globe de cristal :
  - Vainqueur du classement slopestyle en  2022.
- 13 podiums dont 6 victoires.

#### Classement de la saison
| Année/Classement | Général | Général | Half-pipe | Half-pipe | slopestyle | slopestyle |
| ---------------- | ------- | ------- | --------- | --------- | ---------- | ---------- |
| Année/Classement | Class.  | Points  | Class.    | Points    | Class.     | Points     |
| 2017-2018        | 94      | 14,29   | 18        | 80        | 21         | 100        |

#### Victoires en Coupe du Monde
| Saison / Épreuve | Half-pipe       | Slopestyle                            | Total |
| ---------------- | --------------- | ------------------------------------- | ----- |
| 2017-2018        |                 | Cardrona                              | 1     |
| 2018-2019        | Copper Mountain | Stubaital                             | 2     |
| 2021-2022        |                 | Stubaital Mammoth Mountain Silvaplana | 3     |
| Total            | 1               | 5                                     | 6     |

### Championnats du monde junior
| Épreuve / Édition |               |            |    |
| Lieu              | Half-pipe     | Slopestyle |    |
| Mondiaux 2017     | Crans-Montana | Or         | -  |
| Mondiaux 2017     | Valmalenco    | -          | Or |

### Jeux olympiques de la jeunesse
| Épreuve / Édition |            |    |
| Lieu              | Slopestyle |    |
| JOJ 2020          | Leysin     | Or |